# NGC 5979
NGC 5979 är en planetarisk nebulosa i stjärnbilden Södra triangeln. Den upptäcktes den 24 april 1835 av John Herschel.